# 장구겸경

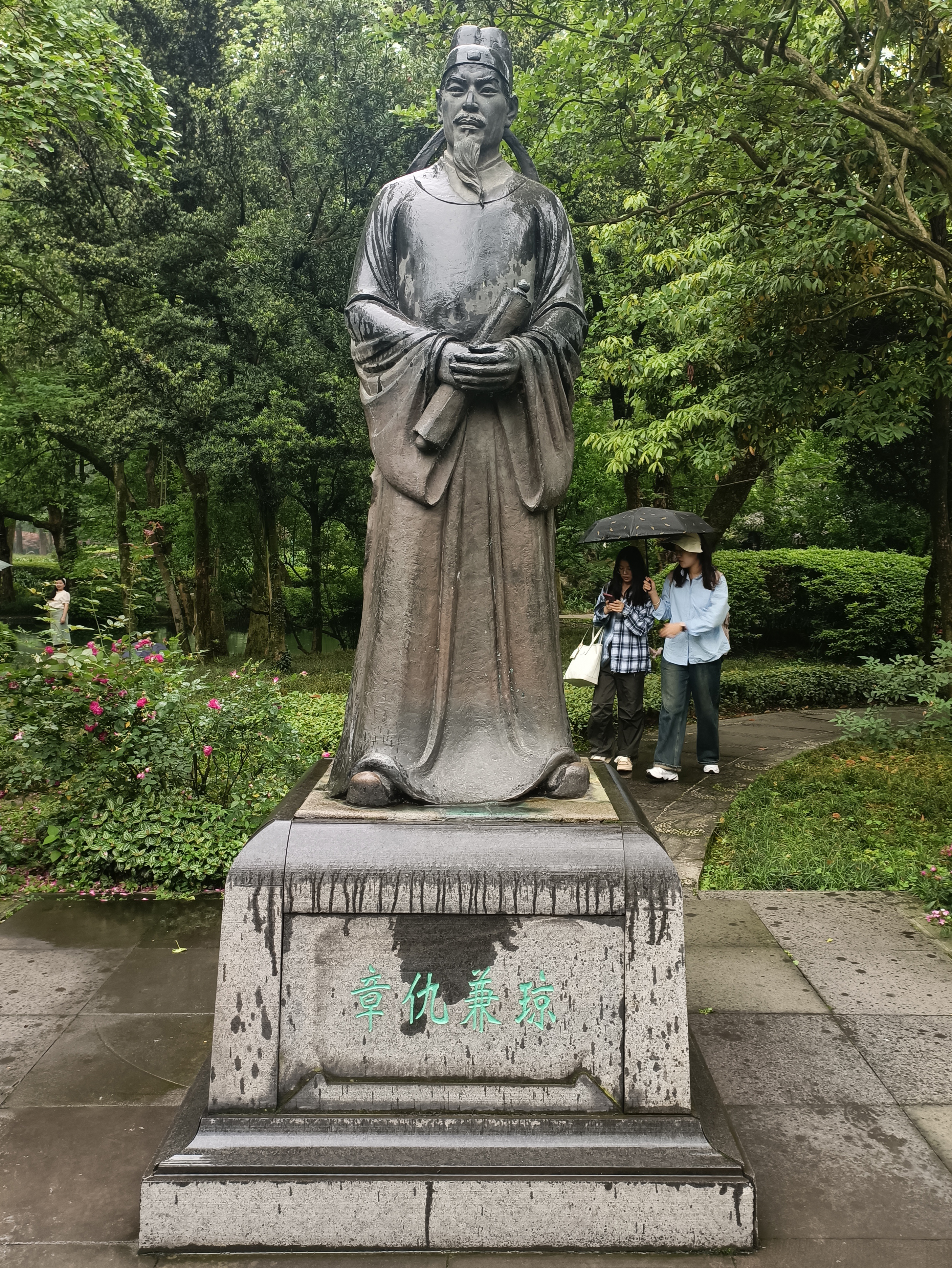

장구겸경(章仇兼琼, ？－750년)은 중국 당 현종(唐玄宗) 천보(天宝) 초에 검남절도사(劍南節度使)를 지냈던 인물이다. 노군(鲁郡) 임성 현(任城县, 지금의 중국 산둥 성 제녕 시济宁市 임성 구任城区) 사람으로 자(字)가 겸경(兼琼)이다.

## 장구씨에 대하여
《원화성찬》(元和姓纂)에 따르면 장구(章仇)라는 성씨는 옛 제(齊)의 공족(公族)이었던 강씨(姜氏)의 후손으로 알려져 있다. 《전당문》(全唐文) 권302에 실린 《증동평군태수장구부군신도지비》(赠东平郡太守章仇府君神道之碑)에는 진(秦) 말기에서 한(漢) 초기에 걸쳐 진 왕조의 무장으로 활약했던 옹왕(雍王) 장한(章邯)이 한 왕조에게 패하고 항복한 뒤에 그 자손들이 구산(仇山)으로 피해 살면서 장구씨(章仇氏)를 칭하게 되었고 초원을 터전으로 살아가는 유목민족이 되었다고 한다. 북위(北魏) 때에 이르러 장구복(章仇馥)이 족인(族人)을 거느리고 중원(中原) 즉 관중 땅으로 돌아와 출사해서 영남대장군(宁南大将军)에 서(徐), 연(兖), 청(青), 제(齐), 상(相) 다섯 주의 자사를 지냈으며, 임성군수(任城郡守)로 임명된 것을 계기로 임성군에 터를 잡고 살며 임성 사람이 되었다는 것이다.
- 6대 조(祖) : 장구복(章仇馥)
- 고조 : 장구기희(章仇夔羲)，위군태수(魏郡太守).
- 증조 : 장구승정(章仇秉政), 채주자사(莱州刺史).
- 할아버지 : 장구효방(章仇孝方)，박릉군녹사참군(博陵郡录事参军). 추증 급주사마(汲州司马).
- 백부 : 장구숭절(章仇崇節)，마성령(麻城令). 추증 초주자사(楚州刺史).
- 아버지 : 장구현색(章仇玄素)，장사랑(将仕郎)，추증 동평군태수(东平郡太守).

## 생애
전중시어사(殿中侍御史)로 임명된 것을 시작으로 개원(開元) 27년(739년) 상서주객원외랑(尚书主客员外郎)이 되었다가 익주사마(益州司馬)、검남방어부사(剑南防御副使)로 임명되었다. 이때 익주장사(益州長史)、검남방어사(劍南防御使)로 군사 관련 업무에 밝지 못했던 장유(張宥)를 대신해 장구겸경이 군사 업무를 맡아 보았고, 현종에게 당시 서쪽 변경의 강국이던 토번(吐蕃, 티베트)의 안융성(安戎城)을 쳐서 차지할 수 있는 계책을 진언하였다. 현종은 이에 마침내 장구겸경을 지익주장사사(知益州长史事)로 삼아 장유를 대신해 검남절도사로 삼았다.
개원 28년(740년) 봄에 장구겸경은 은밀하게 안융성 안에 있던 토번의 적도국(翟都局) 및 유주별가(维州别驾) 동승연(董承宴) 등과 통모하고 3월에 적도국 등의 사람들이 성문을 열어 관군을 성 안으로 들임으로써 성을 지키고 있던 토번군을 몰살시키고 안융성을 함락시키는 데 성공하였다. 장구겸경은 감찰어사(監察御史) 허원(許遠)에게 군사를 지휘하도록 맡겼고, 10월에 토번은 병사를 이끌고 안융성과 유주(维州)를 탈환하러 나섰으나 장구겸경이 보낸 군사에 패하였으며, 당 현종의 조서로 안융성은 평융성(平戎城)으로 이름이 바뀌었다.
장구겸경은 전임 재상 허경종(許敬宗)의 현손인 허원이 절도부종사(絶度府從事)가 되어 검남으로 왔을 때, 명문 자손인 그에게 자신의 딸을 시집보내려 하였으나 허원을 핑계를 대고 사양하였으며, 장구겸경은 이에 크게 노해서 허원을 고요현위로 좌천시켰다고 한다. 한편 천보 4년745년) 양귀비(杨贵妃)가 총애를 입고 있을 때 그는 양귀비의 오빠 양국충(杨国忠)을 측근으로 기용해서 그를 감찰어사로 발탁하고 촉 땅에서 나는 진기한 보물을 양국충에게 바치며 양귀비 자매와 연줄을 갖게 되었다.
천보 5년(746년) 5월에 선우중통(鮮于仲通)이 장구겸경을 대신해 검남절도사로 임명되었다. 장구겸경은 집안을 거느리고 장안으로 들어와 호부상서、전중감(殿中監) 등의 직책을 지냈다.
천보 10재(750년)에 졸하였다. 시호를 충(忠)이라 하였으며, 그 해에 비석을 세웠는데 검교창부랑중(檢校倉部郎中) 풍용지(馮用之)가 글을 지었고 좌위솔부병조참군(左衛率府兵曹参军) 집현원대제(集贤院待制) 채유린(蔡有邻)이 글씨를 썼다.
당대 위고(韋皋)의 《가주능운대불상기》(嘉州凌云大佛像记)에 따르면 쓰촨(四川)의 러산 대불(乐山大佛)은 당 현종 개원 초(713년)에 처음 공사에 들어갔으나 공사 진행을 맡았던 승려 해통 화상(海通和尚)의 사망으로 한동안 중단되었다가 검남서천절도사가 된 장구겸경이 봉록을 기부하면서 공사가 재개되었으나 장구겸경이 호부상서로 옮기면서 공사가 다시금 중단되어 43년 뒤에야 검남서천절도사를 맡은 위고 자신이 이어 건축을 주관하게 되었고 당 덕종(德宗) 정원(貞元) 19년(803년), 90년에 걸친 대공사를 마무리하고 불상은 완성되었다고 한다.

## 참고 문헌
- 《구당서》
- 《자치통감》
- 《집고록》(集古錄)